# Комендантский проспект (станция метро)
«Коменда́нтский проспе́кт» — станция Петербургского метрополитена. Конечная северного участка Фрунзенско-Приморской линии. Расположена между действующей станцией «Старая деревня» и проектируемой «Шуваловский проспект». До ввода в эксплуатацию участка «Достоевская» — «Спасская» 7 марта 2009 года вместе со всем Приморским радиусом входила в состав Правобережной линии.
С момента открытия и до 2011 года была самой глубокой станцией метро в Санкт-Петербурге.

## Открытие станции
Станция открыта 2 апреля 2005 года в составе участка «Старая Деревня» — «Комендантский проспект». Наименование получила по расположению на одноимённом проспекте. В проекте станция носила названия «Богатырская», «Богатырский проспект», «Комендантская», «Комендантский аэродром» и «Проспект Испытателей».

## Вестибюль

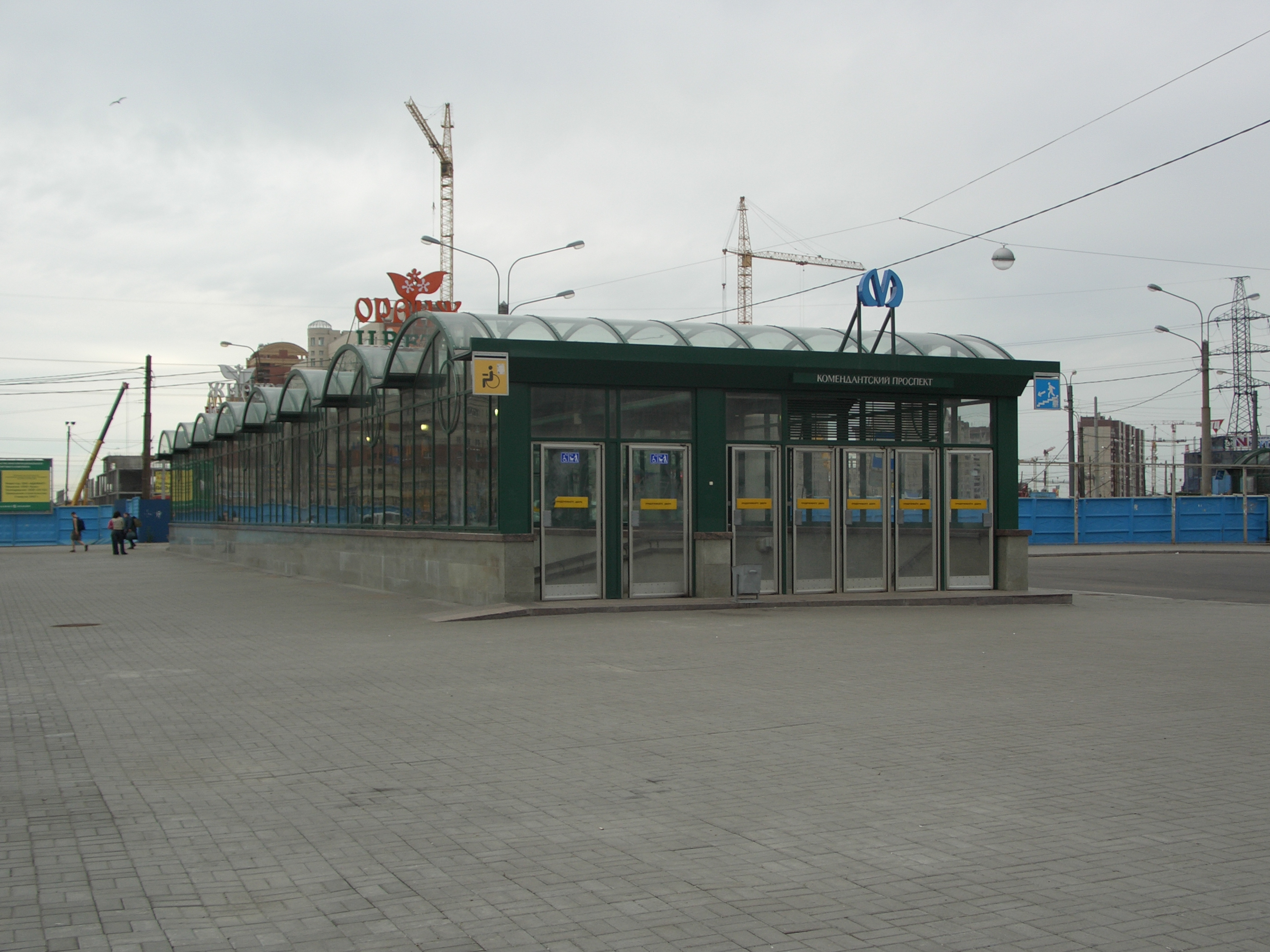
Павильон подземного перехода в 2006 году

Вход в подуличный вестибюль осуществляется через подземный переход, расположенный рядом с Комендантской площадью. Имеется четыре выхода из метро по обе стороны Комендантского проспекта. Входы и выходы в метро оснащены пандусами для инвалидов. Входы в подземный переход перекрыты лёгкими павильонами, выполненными из металла и прозрачного материала — триплекса. В наклонном ходе увеличенного диаметра, расположенном в южном торце станции, установлено четыре эскалатора (высота подъёма 64,2 м). В 2021 году светильники наклонного хода были заменены со «световых столбиков» на «факелы».
С открытием торгово-развлекательного комплекса «Атмосфера» был открыт проход из подземного перехода в торговый комплекс.
В северном торце станции существует задел под второй выход или пересадку на перспективную линию.

## Архитектура и оформление

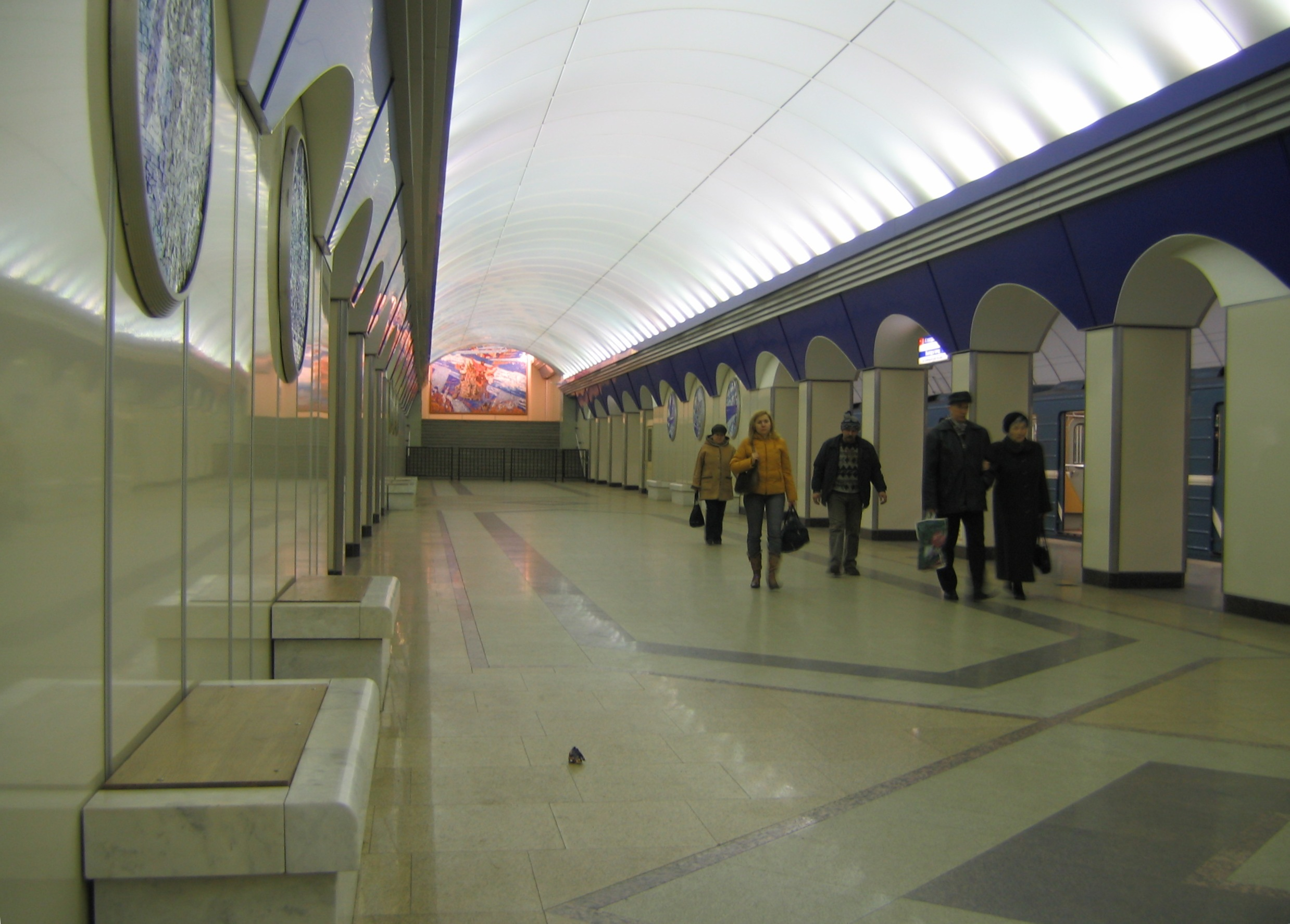
Центральный зал

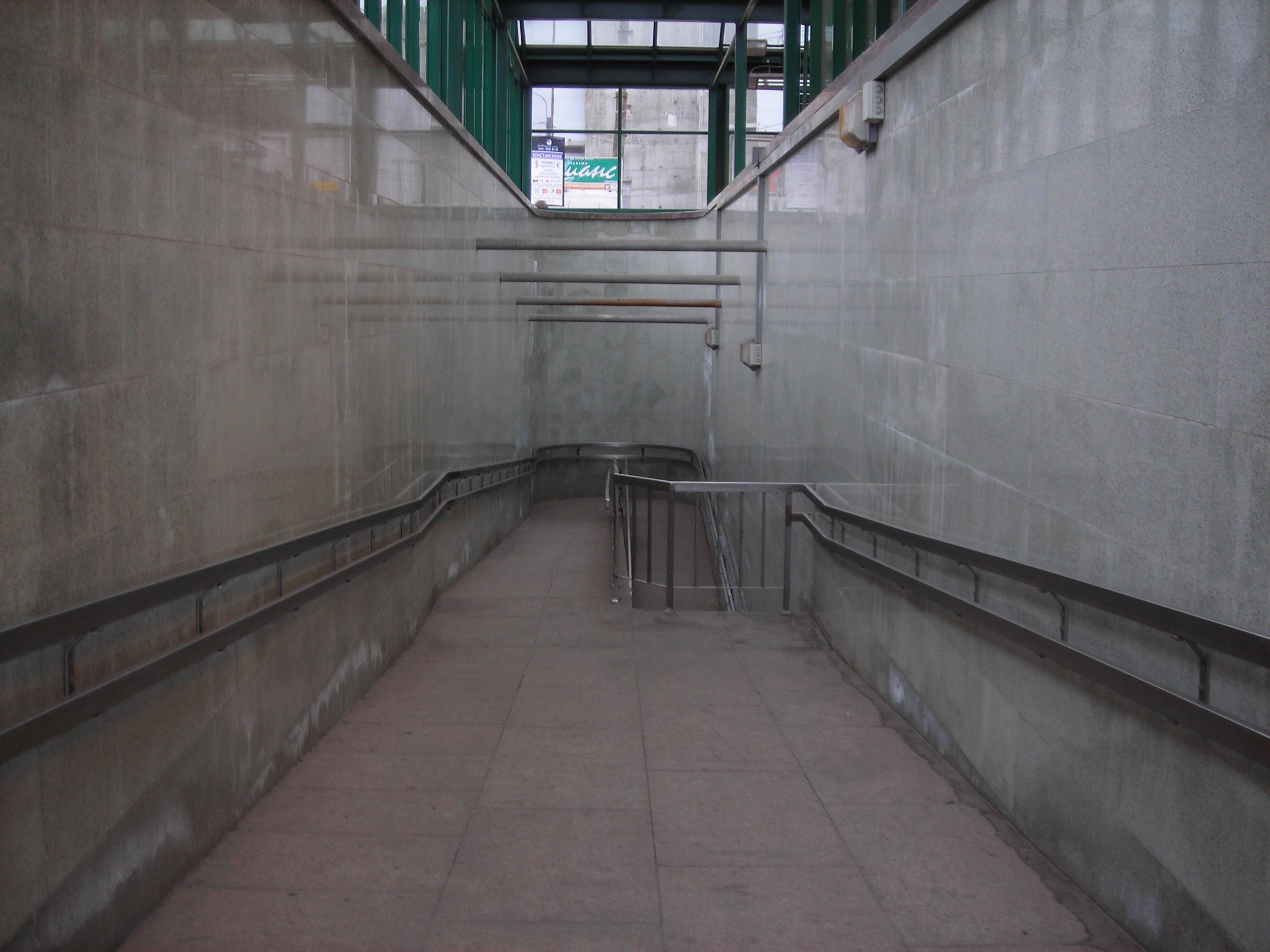
Пандусы в подземном переходе

«Комендантский проспект» — колонно-стеновая станция глубокого заложения. Ряды колонн в центре станции прерываются участком сплошной стены. Вторая по глубине станция в Петербургском метрополитене — после станции «Адмиралтейская».
Сооружена по проекту архитекторов А. С. Константинова, Н. В. Ромашкина-Тиманова, В. Г. Хильченко, Ю. Ю. Подервянской, Т. Р. Барановой и М. В. Павловой. Колонно-прогонный комплекс изготовлен из высокопрочной низколегированной стали. Средний зал: свод диаметром 9,8 м, обратный свод — 13,1 м. Боковые станционные тоннели диаметром 8,5 м. Длина станции — 176,74 м (СТП — 70 м), ширина станции — 22 м. Длина платформы — 160 м.
Во время строительства станции в северном торце был оставлен задел либо под второй выход в город, либо под пересадку на одну из перспективных линий. Основной выход в город, с которым сдана в эксплуатацию станция, находится в южном её торце. До 2017 года северные части пассажирских платформ и расположенный за заделом малый зал станции были недоступны для пассажиров, на платформах были установлены ограждения. В конце 2017 года при подготовке к запуску на линии 8-вагонных составов остановка первого вагона поездов, прибывающих со станции Старая Деревня, была перенесена в северную часть платформы, ограждения были убраны.
Изначально в отделке планировалось использовать мрамор, но впоследствии камень был заменён нетрадиционными материалами. Впервые в истории Петербургского метрополитена в облицовке стен и потолка станции использовали металлокерамические плиты. Зонты наклонного хода и в центральном зале выполнены из металлокерамических панелей REYBOND 916. Стены и колонны, включая натяжную и поперечную камеру, облицованы металлокерамическими панелями ALLIANCE CERAMICSTEEL 18123G бежевого цвета, фальш-панели, скрывающие светильники — темно-синего. Путевые стены выполнены из металлокерамических сэндвич-панелей ALLIANCE CERAMICSTEEL 15283G светло-синих тонов. Зонты боковых станционных тоннелей из композитного материала ALPOLIC/fr SCM. Применение новых материалов несущественно уменьшило стоимость, но значительно сократило время отделочных работ. Цоколи путевых стен и колонн по-прежнему отделывались гранитом.
Тема художественного оформления станции — небо и воздухоплавание. Доминирующим цветом станции является небесно-голубой.
Вестибюль и подземный зал украшают панно из голубой мозаики работы художника А. К. Быстрова. Сюжеты картин символичны: оба связаны с авиацией. В торце подземного зала яркое мозаичное панно «Полёт на воздушном шаре».
На панно, установленном над эскалаторным ходом, изображены серые фигуры авиаторов на фоне голубого неба и самолётов. Валерий Чкалов тут располагается рядом с авиатором Рогозиным, героем первой мировой войны. Нижняя часть увенчана надписью «Слава в веках первым российским авиаторам».
Сюжет этой героико-исторической мозаики предопределился топонимикой района, в которой расположена станция. Панно напоминает, что в окрестностях находился Комендантский аэродром, связанный с первыми шагами русской авиации и её военной историей.
Короткие стенки, прерывающие ряды колонн, украшены восемнадцатью мозаичными медальонами. На четырёх изображены портреты лётчиков и конструкторов, именами которых названы местные улицы: Уточкин, Поликарпов, Ильюшин, Котельников. На двенадцати — изображения воздушных боёв. На двух — памятные надписи.
Над выходом в город установлены стрелочные часы.

## Путевое развитие
За станцией расположен пятистрелочный оборотный тупик.

## Строительство
Прокладывать первые тоннели по направлению к станции начали ещё в конце 1980-х, потом стройку заморозили и снова возобновили.
Ограждающие конструкции подуличного вестибюля возводились методом «стена в грунте». Этим же способом был построен вестибюль станции «Спортивная», однако здесь, в отличие от «Спортивной», при проходке эскалаторного тоннеля не применялось замораживание.

### Хронология строительства

#### 2000 год
- Июль. Начато сооружение подземного вестибюля станции под Комендантской площадью.
- Август. Начата переборка правого станционного тоннеля и натяжной камеры диаметром 8,5 м.
- Сентябрь. В тупиках за станцией «Старая Деревня» начаты подготовительные работы для проходки притоннельных выработок. Начато бетонирование ригелей и установка колонн и ригелей. По левому станционному тоннелю работы закончены и начаты в правом тоннеле. К концу месяца смонтирован эректор.
- Октябрь. К началу месяца установлены первые 5 колец на сооружении правого перегонного тоннеля у станции «Комендантский проспект». Осуществляется переборка тоннеля диаметром 5,5 м на диаметр 8,5 м. Завершён монтаж колонноустановщика УТ-2 и механизма вращения для установки тюбингов в камере съездов.
- Ноябрь. Ведётся сооружение колонно-прогонного комплекса. Завершено сооружение правого станционного тоннеля. Сооружаются притоннельные выработки от станции «Старая Деревня». Ведутся работы по прокладке постоянных коммуникаций в левом перегонном тоннеле.
- Декабрь. Начато сооружение наклонного хода.

#### 2001 год
- Январь. Ведется проходка вентсбойки № 556 с переменным диаметром 5,5 и 6 метров. В сутки устанавливается одно кольцо. Ведутся работы по подготовке к укладке путевого бетона по левому перегонному тоннелю, идет очистка и промывка тоннелей. Продолжается монтаж колонного комплекса по правому станционному тоннелю.
- Март. Ведётся проходка СТП, где монтируются первые кольца.
- Май. Завершена установка колонно-прогонного комплекса. Уложено жёсткое основание в тоннелях и нижний ригель, сооружены монолитные железобетонные участки на станции. Подходит к концу сооружение местной водоотливной установки-553. Сооружаются камеры затворов-555 по правому перегонному тоннелю, где осуществляется переборка с диаметра 5,5 метра на 7,9. Начато строительство подуличного вестибюля.
- Июнь. Производится очистка правого перегонного тоннеля и ремонт временных коммуникаций. Заканчивается проходка камеры затворов в правом перегонном тоннеле.
- Август. Сооружается камера № 8 диаметром 9,8 метра группы камер 34. Из 60 колец смонтирована половина. Продолжается строительство СТП и начато сооружение станционного санузла. Возведение монолитной части ОВУ-552.
- Сентябрь. Продолжаются работы в притоннельных выработках шахты № 508. Смонтирован эректор, начата проходка и монтаж конструкций железобетонной обделки диаметром 6 метров. Производится бурение замораживающих скважин ствола 507-й шахты, и ведется подготовка к замораживанию.
- Октябрь. Ведутся подготовительные работы к предстоящему сооружению стартовой камеры. Закончено устройство торцевой стены камеры № 8
- Декабрь. Производится монтаж горнопроходческого комплекса АСК, с помощью которого будут сооружать верхний свод. Производится укладка бетона в жесткое основание и контрольное нагнетание за обделку камеры. Ведутся работы на узле примыкания СУ-531. Ведётся проходка камеры санузла из сборной железобетонной обделки диаметром 6 метров.

#### 2002 год
- Январь. Начата плановая проходка верхнего свода среднего зала. Возобновлено изготовление домкратов «фрейсине» для подуличного вестибюля.
- Февраль. Начата укладка путевого бетона со шпалами на подземной трассе от станции «Старая Деревня» в сторону станции «Комендантский проспект».
- Апрель. Завершен очередной этап работ в поперечной камере на верхнем своде среднего зала. Сооружён верхний свод. Осуществлён монтаж комплекса для проходки ядра и обратного свода среднего зала.

#### 2003 год
Начаты работы на наклонном ходе после завершения сооружения «стены в грунте» в пониженной части.
- Июль. Завершён монтаж горного комплекса для проходки эскалаторного тоннеля диаметром 10,5 метра в чугуне. Сооружён узел примыкания ствола шахты № 507 и нижнего вентиляционного узла. Завершена проходка обратного свода станции. В правом станционном тоннеле завершено возведение путевой стены. Выполняются работы по монтажу затворов в обводном канале № 13 и в камере металлоконструкций № 556. Ведётся обстройка притоннельных сооружений.
- Август. Ведётся монтаж затворов в камерах 555 и 556.
- Декабрь. Ведётся сооружение внутренних конструкций НВУ-507, наладка ВОМДов в НВУ-507, а также укладка путевого бетона в ЛТП, профилировка лотка в среднем тупиковом тоннеле, укладка шпал в ППТ за станцией «Комендантский проспект». Выполняется устройство внутренних конструкций СТП и станции (монолитные колонны, балки, пилястры, монтаж сборных перекрытий). Производится укладка шпальной решётки в ППТ в районе СУ-531 и ОВУ-552, укладка путевого бетона, устройство банкетки в районе ВС-530, профилировка лотка в ППТ от станции к КМ-556. Для обеспечения заданных сроков строительства впервые в «Метрострое» осуществляется сооружение веерного участка наклонного хода диаметром 10,5 метра со стороны натяжной камеры. Продолжается сооружение подуличного вестибюля, производится разломка стены между вестибюлем и пониженной частью с помощью опущенного в котлован экскаватора. Ведётся разработка грунта и установка нижнего яруса расстрелов для крепления стен котлована, устройство бетонной подготовки днища котлована. На лестничных спусках № 1 и № 2 уложен бетон днища, производится вязка арматурных каркасов и бетонирование стен и перекрытий.

#### 2004 год
- Февраль. Продолжается возведение подуличного вестибюля с пешеходными переходами. Для сокращения общего срока проходки наклонного хода сооружается веерная часть натяжной камеры со стороны среднего зала станции, здесь производится установка металлоизоляции, разработка породы и укладка бетона. Производится монтаж платформы, внутренних конструкций, строительство служебных помещений и сооружение СТП. Ведётся отделка подплатформенных помещений. Установлены вентклапаны в вентсбойке-530. Закончено сооружение внутренних конструкций НВУ-507. В правом тупиковом тоннеле ведётся укладка шпал и путевого бетона. В левом тупиковом тоннеле завершена укладка путевого бетона и осуществляется профилировка лотка.
- Июнь. Ведётся монтаж металлоконструкций (перегонных, станционных затворов), монтаж электрооборудования и электроосвещения в силовой тяговой подстанции, подплатформенных и других помещениях станции. Сооружены внутренние конструкции ОВУ-551. Ведутся работы в тупиках — профилировка пути, устройство банкетки. Установлены монолитные зонты в СТП и ведутся подготовительные работы к монтажу оборудования. Сооружается упор затвора натяжной камеры, фундаменты под эскалаторы. Монтируются полы подземного вестибюля из гранитных полированных плит. Начаты подготовительные работы по навеске зонтов в среднем зале станции. Ведётся укладка постоянных путей на перегоне от «Старой деревни» до «Комендантского проспекта».
- Ноябрь. Завершены строительно-монтажные работы на подземных пешеходных переходах и выходах. Ведётся облицовка стен мрамором и укладка гранитных полов. Установлены основные железобетонные конструкции и произведено перекрытие вестибюля до 8-й оси, вынут грунт, забетонированы стены, полы. Ведутся штукатурные и отделочные работы. Пройден наклонный ход, установлены направляющие под навеску зонтов. Смонтированы плиты ЭП и переданы под монтаж. Готовы фундаменты машинного помещения и фундаменты под установку зон Е, четыре из которых уже на месте.

#### 2005 год
Завершаются отделочные работы на станции. 28 марта по тоннелям пускового комплекса прошёл первый пробный поезд с габаритной рамой, 2 апреля станция открыта для пассажиров.

#### 2008 год

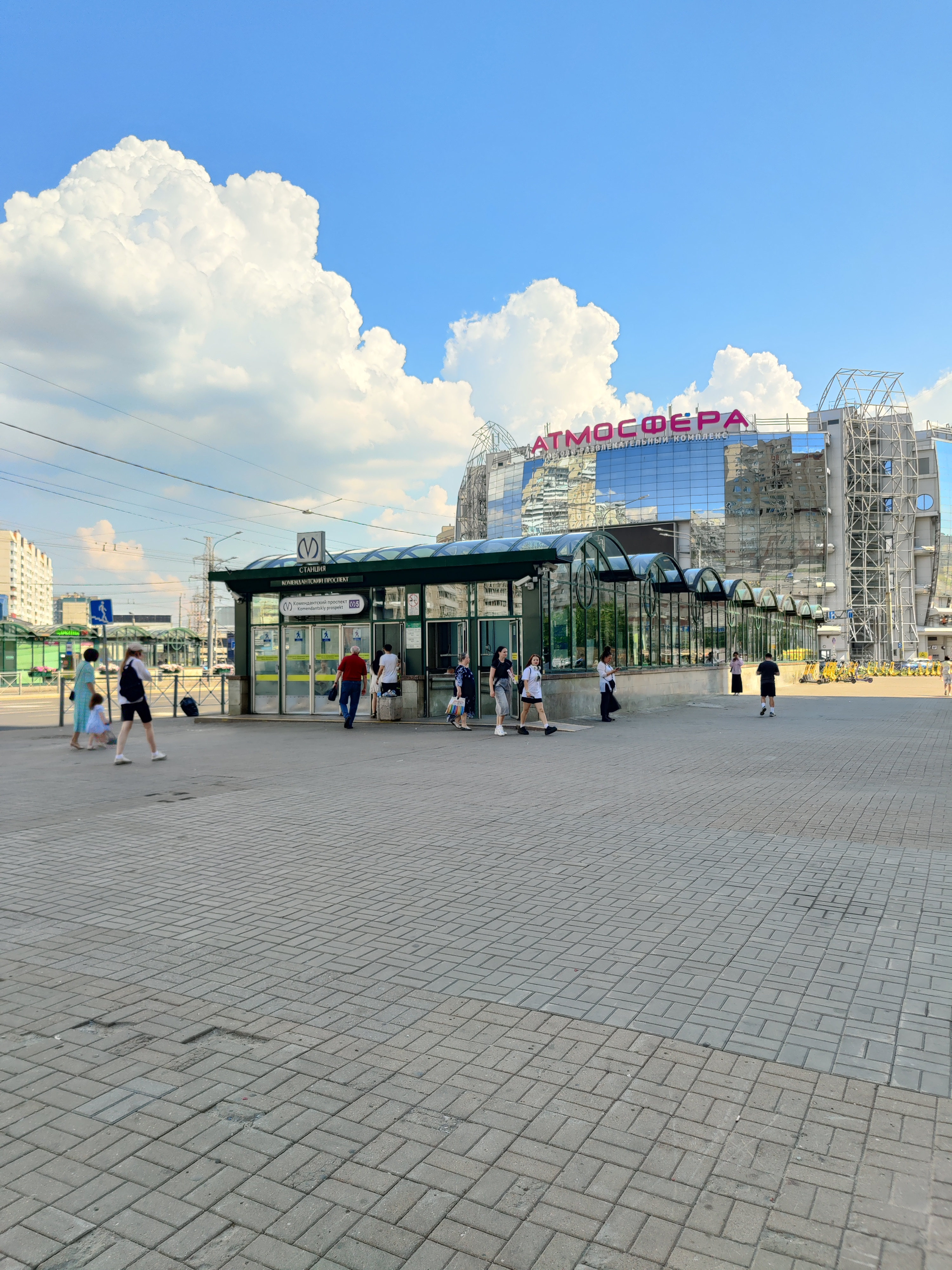
Павильоны станции в 2024 году

28 мая из подуличного вестибюля станции открыт подземный пешеходный переход в торгово-развлекательный комплекс «Атмосфера» на Комендантской площади.

#### 2009 год
7 марта — станция передана из Правобережной в состав Фрунзенско-Приморской линии.

## Пассажиропоток
Станцией ежедневно пользуются около 48,8 тысяч человек, ежемесячный пассажиропоток составляет 1 465 000 человек.

## Перспективы
В перспективе планируется продление линии на север вдоль Комендантского проспекта в Коломяги и сооружение ещё четырёх станций и одного депо. В конце линии проектом намечено строительство депо «Коломяжское».
В северной части станции имеется задел под переход на перспективную станцию Северной линии. В настоящее время строительство Северной линии не планируется. Вместо перехода возможно также строительство второго наклонного хода. Это наиболее вероятный вариант ввиду исключения из продолжения линии станции «Долгоозёрная» («Озеро Долгое»). В проекте она должна была располагаться в непосредственной близости от станции «Комендантский проспект» (на расстоянии примерно 1,1 км от последней).

## Наземный транспорт

### Автобусные маршруты
| №       | Пересадки                                                                    | Конечный пункт 1       | Конечный пункт 2                               |
| ------- | ---------------------------------------------------------------------------- | ---------------------- | ---------------------------------------------- |
| 76      | Пионерская Новая Деревня Чёрная речка Петроградская Горьковская Чернышевская | Улица Шаврова          | Площадь Восстания Маяковская Московский вокзал |
| 112     | Старая Деревня Беговая Лахта Ольгино                                         | Удельная               | ЖК «Юнтолово»                                  |
| 125 126 | —                                                                            | Старая Деревня         | Старая Деревня                                 |
| 127     | Пионерская                                                                   | Автобусный парк № 2    | Арцеуловская аллея                             |
| 134А    | Яхтенная Беговая                                                             | Лахтинский разлив      | Репищева улица                                 |
| 134Б    | Беговая                                                                      | Репищева улица         | Лахтинский разлив                              |
| 135     | Пионерская                                                                   | Плесецкая улица        | АО «ОДК-Климов»                                |
| 154     | —                                                                            | Старая Деревня         | Арцеуловская аллея                             |
| 170     | Яхтенная Беговая Пионерская                                                  | Лахтинский разлив      | Репищева улица                                 |
| 171     | Пионерская                                                                   | Улица Шаврова          | АО «ОДК-Климов»                                |
| 172     | Пионерская Яхтенная                                                          | Шуваловский проспект   | Репищева улица                                 |
| 180     | Проспект Просвещения                                                         | Камышовая улица        | Улица Жени Егоровой                            |
| 182     | —                                                                            | Афонская улица         | Глухарская улица                               |
| 194     | —                                                                            | Комендантский проспект | ООО «Хёндэ Мотор Мануфактуринг Рус»            |
| 217     | —                                                                            | Комендантский проспект | Арцеуловская аллея                             |
| 221     | —                                                                            | Пионерская             | Северное кладбище                              |
| 223     | —                                                                            | Старая Деревня         | Арцеуловская аллея                             |
| 235     | Яхтенная Пионерская                                                          | Старая Деревня         | Земский переулок                               |
| 258     | —                                                                            | Старая Деревня         | Плесецкая улица                                |
| 279     | Пионерская                                                                   | Старая Деревня         | Удельная                                       |
| 294     | Пионерская Площадь Мужества Политехническая Академическая                    | Старая Деревня         | Ручьи                                          |

### Трамвайные маршруты
| №  | Пересадки                                                        | Конечный пункт 1 | Конечный пункт 2  |
| -- | ---------------------------------------------------------------- | ---------------- | ----------------- |
| 47 | Пионерская                                                       | улица Шаврова    | Удельный парк     |
| 55 | Пионерская Площадь Мужества Политехническая Проспект Просвещения | улица Шаврова    | Придорожная аллея |

### Троллейбусные маршруты
| №  | Пересадки                  | Конечный пункт 1       | Конечный пункт 2    |
| -- | -------------------------- | ---------------------- | ------------------- |
| 2  | —                          | улица Шаврова          | Плесецкая улица     |
| 23 | —                          | Арцеуловская аллея     | Старая Деревня      |
| 25 | Пионерская                 | улица Генерала Хрулёва | Старая Деревня      |
| 50 | Пионерская Политехническая | Плесецкая улица        | Тихорецкий проспект |
| 52 | —                          | Парашютная улица       | Старая Деревня      |